# VK Halytjanka Ternopil
VK Halytjanka Ternopil (ukrainska: «Галичанка» Тернопіль) är en volleybollklubb från Ternopil, Ukraina. Klubben är knuten till Ternopils nationella ekonomiuniversitet och grundades 1985.
Damlaget har spelat i högsta serien sedan 1999, blivit ukrainska mästare en gång (2010) och vunnit ukrainska cupen två gånger (1994 och 2004). De har också blivit ukrainska och europeiska mästare bland universitetslag.